# Memmo Carotenuto
Memmo Carotenuto (eigentlich Guglielmo Carotenuto; * 24. Juli 1908 in Rom; † 23. Dezember 1980 ebenda) war ein italienischer Schauspieler.

## Leben
Der Sohn des Schauspielerehepaars Nello Carotenuto und Angela Grasso und Bruder von Mario begann bereits mit 8 Jahren als Theaterdarsteller, als er in der Theatertruppe von Bacci/Gambini spielte. Nach seinem Diplom als Buchhalter 1925 begann er noch im selben Jahr seine professionelle Karriere als Schauspieler in der Revue „Achille Maresca 2“ und setzte sie 1927 als Ensemblemitglied des „Teatro futurista“ von Filippo Tommaso Marinetti fort, das eine kurze, aber bedeutende Rolle der damaligen Theaterlandschaft einnahm. Nach Engagements in zweitrangigen Romanesco-Dialekttheatern verlegte Carotenuto seinen Schwerpunkt auf den Film; allerdings nicht als Darsteller, sondern als Maskenbildner. Bis 1950 trat er infolgedessen nur in wenigen und kleinen Rollen auf der Leinwand auf.
1951 begann eine äußerst produktive Kinophase, in der Carotenuto kantige oder pingelige, impulsive und großzügige, aber immer gutherzige römische, mit unverwechselbar heiserer und tiefer Stimme sowie einer gehörigen Portion Ironie ausgestattete Charaktere interpretierte und in der er 1956, während seiner intensivsten Zeit, für seine Darstellung in Bigamie ist kein Vergnügen mit einem Silbernen Band als bester Nebendarsteller ausgezeichnet wurde. Nach fünfjähriger Pause zwischen 1966 und 1970 setzte der recht großgewachsene Schauspieler seine Filmkarriere bis zu seinem Tode fort.
Sein Sohn Bruno spielte ebenfalls in einer Handvoll Filmen.

## Filmografie (Auswahl)
- 1934: Mario (Vecchia guardia)
- 1952: Umberto D.
- 1953: Brot, Liebe und Fantasie (Pane, amore e fantasia)
- 1953: Gauner mit Herz (Piovuto dal cielo)
- 1953: Ein Sonntag in Rom (La domenica della buona gente)
- 1954: Liebe, Brot und Eifersucht (Pane, amore e gelosia)
- 1955: Die große Schlacht des Don Camillo (Don Camillo e l'onorevole Peppone)
- 1955: Wie herrlich, eine Frau zu sein (La fortuna di essere donna)
- 1956: Bigamie ist kein Vergnügen (Il bigamo)
- 1956: Ich laß mich nicht verführen (Poveri ma belli)
- 1956: Neros tolle Nächte (Mio figlio Nerone)
- 1956: Mit Melone und Glacéhandschuhen (Parola di ladro)
- 1957: Ehemänner in der Stadt (Mariti in città)
- 1957: In einem anderen Land (A Farewell to Arms)
- 1957: Susanna süß wie Sahne (Susanna tutta panna)
- 1957: Väter und Söhne (Padri e figli)
- 1958: Diebe haben’s schwer (I soliti ignoti)
- 1958: Der Mann in den kurzen Hosen (L'uomo dei calzoni corti)
- 1958: Totò und Marcellino (Totò e Marcellino)
- 1959: Mein schöner Ehemann (Il nemico di mia moglie)
- 1959: Der Schelm von Salamanca (El Lazarillo de Tormes)
- 1960: Akiko
- 1960: Die Freuden der Junggesellen (I piaceri dello scapolo)
- 1961: An einem Freitag um halb zwölf…
- 1964: Ich war eine männliche Sexbombe (Le Monsieur de Compagnie)
- 1965: Casanova ’70
- 1969: Die Hochzeitsreise
- 1973: Auf verlorenem Posten (La polizia è al servizio del cittadino?)
- 1974: Dicke Luft in Sacramento (Di Tresette ce n'è uno, tutti gli altri son nessuno)
- 1980: Un amore in prima classe